# Anton Martin Slomšek

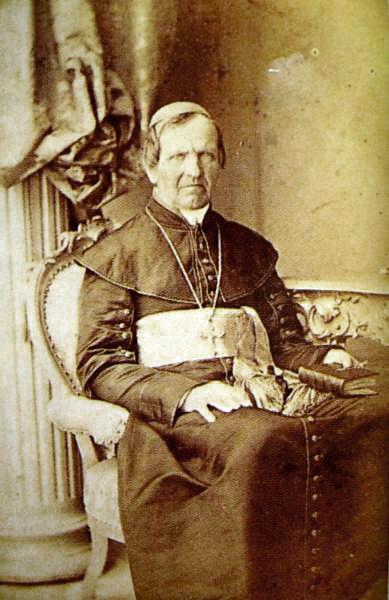
Sel. Bischof Anton Martin Slomšek

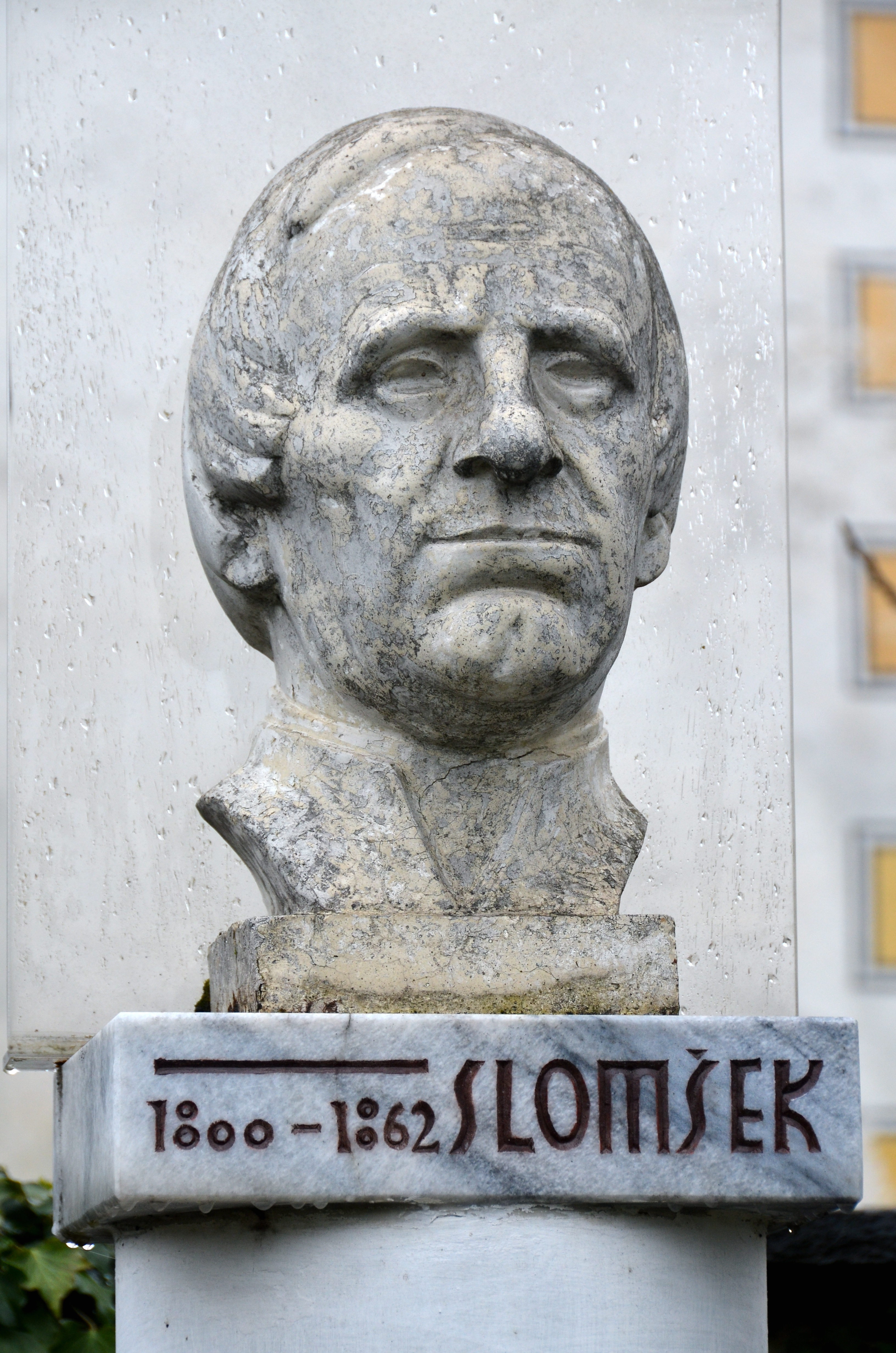
Büste im Kulturpark von Suetschach (Kärnten)

Anton Martin Slomšek (* 26. November 1800 in Ponikva bei Cilli; † 24. September 1862 in Marburg an der Drau) war erster Bischof der neu geformten Diözese Lavant-Marburg. Für die slowenische Nationalbewegung ist er als Förderer der Volksbildung sowie auch als Schriftsteller und Dichter von großer Bedeutung gewesen.

## Leben
Slomšek studierte Theologie und Philosophie und empfing 1824 die Priesterweihe. Danach war er für mehr als ein Jahrzehnt Spiritual im Priesterseminar zu Klagenfurt. 1838 wurde er Pfarrer in Saldenhofen an der Drau. 1842 wurde er in das Domkapitel berufen und zum Diözesanschulaufseher in St. Andrä im Lavanttal ernannt. 1846 wurde er Stadtpfarrer von Cilli und noch im selben Jahr Fürstbischof der Diözese Lavant, deren Sitz im Jahre 1859 nach Marburg an der Drau verlegt wurde.
Im Jahre 1999 wurde er von Papst Johannes Paul II. seliggesprochen.